# Zonisamida
Zonisamida es una sulfonamida anticonvulsivante aprobada para tratamiento concomitante en adultos con crisis parciales.

## Historia
La Zonisamida fue descubierta por  Uno et al. en 1972 y lanzada al mercado por |Dainippon Sumitomo Pharma  Dainippon Pharmaceutical en 1989 como Excegran® en Japón. Fue comercializada por Élan en EE. UU. a partir del año 2000 como Zonegran, antes Élan transfiera sus intereses en zonisamida a Eisai en 2004. Eisai también comercializó Zonegran en Asia (China, Taiwán, y otros catorce países) y Europa (primero en Alemania y United Kingdom).

## Indicaciones

### Epilepsia
Zonisamide fue aprobado en EE. UU., United Kingdom, para tratamiento coadyuvante  de las convulsiones parciales en adultos y en Japón para monoterapia de parciales

## Mecanismo
Puede facilitar la neurotransmisión dopaminérgica y serotoninérgica por bloqueo de los canales cálcicos tipo T y por la prolongación de la inactivación del canal de sodio

## Contraindicaciones
Hipersensibilidad al fármaco o a las sulfonamidas. Embarazo.